# Emilio Muñoz
Emilio Muñoz (Sevilla, 23 mei 1962) is een Spaans stierenvechter en acteur, die te zien was in onder andere Madonna: The Video Collection 93:99 en The Disappearance of Garcia Lorca.

## Filmografie
- The Disappearance of Garcia Lorca (1996)
- Atolladero (1995)
- The Last Serious Thing (2003)
- Madonna: The Video Collection 93:99